# Capitol Air
Capitol Air (ursprünglich Capitol Airways, von 1967 bis 1981 als Capitol International Airways firmierend) war eine US-amerikanische Fluggesellschaft, die ihren Betrieb am 25. November 1984 eingestellt hat.

## Geschichte

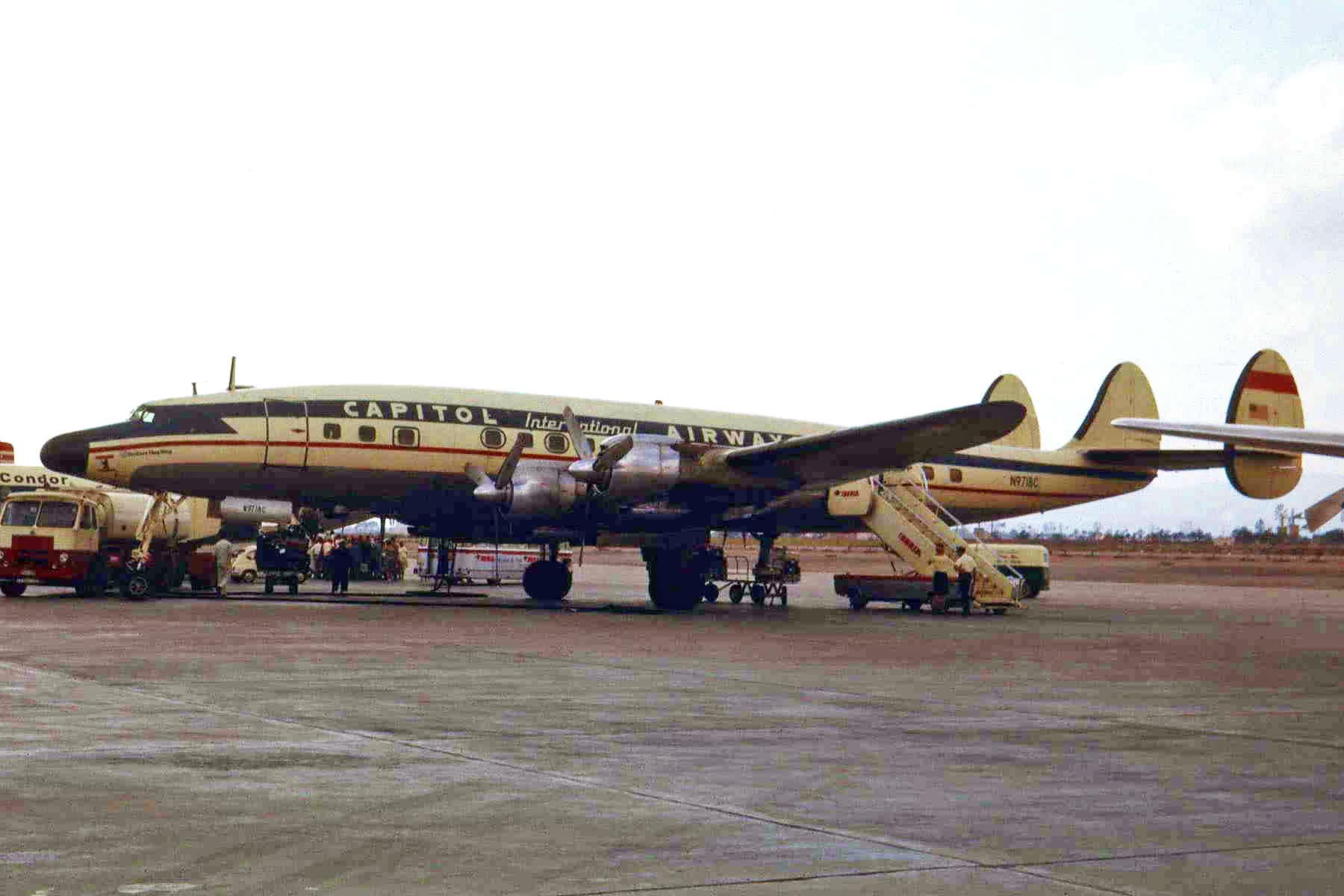
Eine Lockheed L-1049 der Capitol Airways auf dem Flughafen Palma de Mallorca im Jahr 1967

Capitol Air wurde am 11. Juni 1946 unter dem Namen Capitol Airways von drei ehemaligen USAAF-Piloten in Nashville gegründet und erhielt von der  US-Luftfahrtbehörde Civil Aviation Board eine Klassifizierung als Bedarfsfluggesellschaft (Supplemental Airlines). Diese Einstufung untersagte einen Einzelverkauf von Tickets sowie die Einrichtung von festen Flugverbindungen zwischen zwei Orten, so dass Capitol Airways mit ihren Maschinen der Typen Douglas DC-3 und Lockheed Lodestar nur Ad-hoc-Charterflüge durchführen durfte. Aufgrund dieser Beschränkungen war das Unternehmen zunächst auch als Flugschule sowie im Handel mit gebrauchten Flugzeugen tätig.
Ab dem Jahr 1954 nahm Capitol Airways regelmäßig an Ausschreibungen der US-Streitkräfte teil, die im Anschluss zum wichtigsten Kunden der Gesellschaft wurden. Für die militärischen Kontraktflüge erwarb das Unternehmen mehrere gebrauchte Curtiss C-46. Zeitgleich kam eine Douglas DC-4 im zivilen Ad-hoc-Charterverkehr zum Einsatz. Anfang 1958 bemühte sich Capitol Airways um Linienrechte zwischen Miami und Chicago, erhielt diese aber vom Civil Aviation Board nicht genehmigt. Die Flotte bestand zu dieser Zeit aus 16 Curtiss C-46 sowie einer Lockheed L-749 Constellation. Ende der 1950er-Jahre verlegte das Unternehmen seine operative Basis nach Wilmington in Delaware. Gebraucht erworbene Lockheed L-1049 Super Constellation kamen ab den frühen 1960er-Jahren auf militärischen und zivilen Charterflügen nach Europa zum Einsatz. Für die militärischen Auftragsdienste stellte Capitol Airways im September 1963 ihr erstes Düsenflugzeug, eine Douglas DC-8 Jet Trader, in Dienst. Die Maschine konnte wahlweise zur Beförderung von Militärpersonal oder für Frachttransporte genutzt werden. Am 9. Februar 1964 absolvierte das Flugzeug einen Direktflug von Tokio nach Wilmington in 12 Stunden und 25 Minuten und stellte damit einen neuen Weltrekord für den bis dahin längsten Nonstop-Flug auf.

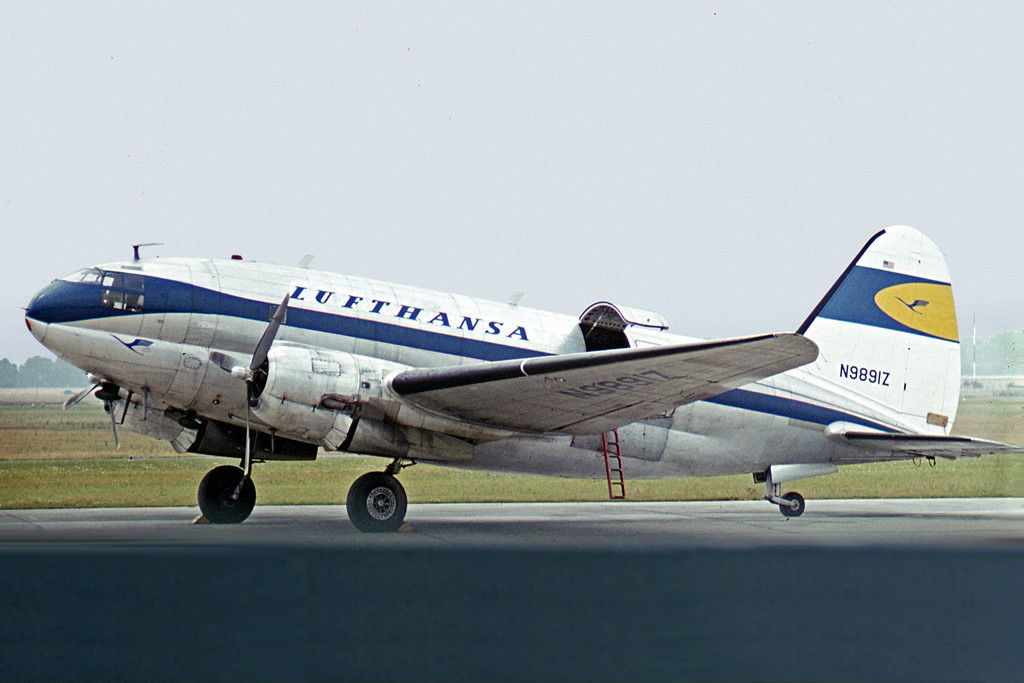
Eine Curtiss C-46 der Capitol Airways, die 1964 im Wet-Lease für Lufthansa zum Einsatz kam

Ab 1964 führte die Gesellschaft auch vom West-Berliner Flughafen Tempelhof ausgehenden IT-Charterverkehr für den Reiseveranstalter Berliner Flugring durch. Gleichzeitig betrieb Capitol Airways mehrere Curtiss C-46 im Auftrag von Air France und Lufthansa auf Frachtflügen innerhalb Europas. Im März 1967 wurde das Unternehmen zur Capitol International Airways umfirmiert. Die Gesellschaft setzte ab Frühjahr 1970 eine ausschließlich aus Douglas DC-8 bestehende Flotte ein und verlegte im Folgejahr ihre Unternehmensbasis auf den Flughafen Smyrna in Tennessee.
Durch den im Oktober 1978 vom US-Kongress verabschiedeten Airline Deregulation Act wurde es Capitol International Airways rechtlich möglich, Linienverbindungen einzurichten. Ab Mai 1979 erfolgten planmäßige Flüge von Boston, Chicago und New York nach Brüssel, die zu sehr günstigen Tarifen angeboten wurden. Infolge der Deregulierung des Luftverkehrs verschärfte sich der Wettbewerb unter den US-Fluggesellschaften erheblich, so dass Capitol International Airways in zunehmende wirtschaftliche Schwierigkeiten geriet.
Die vor der Insolvenz stehende Gesellschaft wurde im Jahr 1980 von George Batchelor aufgekauft, der auch Mehrheitsbeteiligungen an Arrow Air und der Leasinggesellschaft International Air Leases besaß. Das Unternehmen erhielt im Dezember 1981 den Namen Capitol Air. In Ergänzung zum internationalen Charter- und Linienflugbetrieb wurde mit dem Aufbau eines nationalen Streckennetzes begonnen. Hierzu mietete Capitol Air vier McDonnell Douglas DC-10-10 von International Air Leases. Im September 1982 flog die Gesellschaft planmäßig Boston, Brüssel, Chicago, Frankfurt, Los Angeles, Miami, New York, Philadelphia, Puerto Plata, San Francisco, San Juan und Zürich an. Der Linienflugbetrieb verursachte erhebliche Verluste, so dass Capitol Air ab Januar 1983 ausschließlich Charterflüge durchführte und ihre Mitarbeiterzahl erheblich reduzierte. George Batchelor veräußerte im selben Jahr seine Gesellschaftsanteile an eine New Yorker Investmentgruppe. Parallel dazu wurden die geleasten McDonnell Douglas DC-10 an Arrow Air abgetreten. Im März 1984 bestand die Flotte aus 13 Douglas DC-8, die hauptsächlich im Frachtcharterverkehr für andere Gesellschaften zum Einsatz kamen. Daneben wurden im Sommer 1984 ein Airbus A300 sowie eine Boeing 727-200 auf IT-Charterflügen betrieben. Beide Flugzeuge waren kurzzeitig von Hapag-Lloyd Flug gemietet worden. Die Einstellung des Flugbetriebs erfolgte am 25. November 1984 aus wirtschaftlichen Gründen.

## Weiternutzung des Markennamens

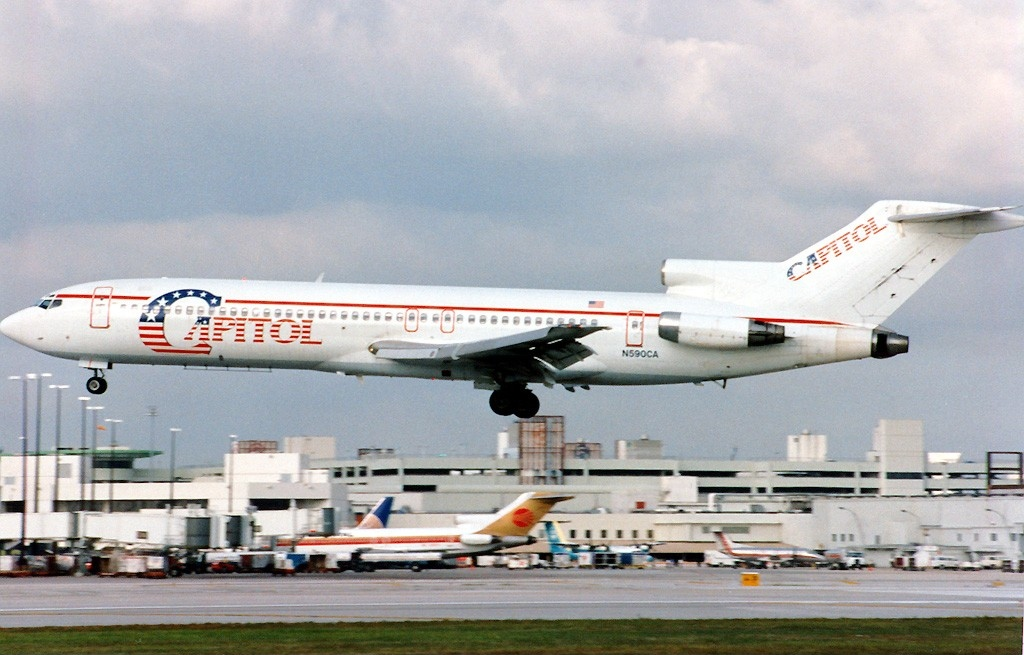
Eine Boeing 727 der Capitol Air Express, Miami 1994

Die Rechte am Markenauftritt der Capitol Air wurden von der Red Apple Aviation Group erworben, welche im Jahr 1992 die Fluggesellschaft Capitol Air Express (im Außenauftritt verkürzt Capitol) gründete. Capitol Air Express war anfangs auf dem Washington Dulles International Airport, später in Smyrna (Tennessee) ansässig und setzte ihre Boeing 727 hauptsächlich auf Strecken nach Florida ein. Das Unternehmen wurde 1996 aufgelöst.

## Flotte
Die Gesellschaft setzte folgende Flugzeug- und Hubschraubertypen ein:
| - Airbus A300B4-203 (gemietet von Hapag-Lloyd Flug) - Armstrong Whitworth Argosy 100 - Bell 47G-2 - Boeing 727-200 (gemietet von Hapag-Lloyd Flug) - Curtiss C-46 - Douglas DC-3 | - Douglas DC-4 - Douglas DC-8-31, DC-8-33, DC-8-54F, DC-8-55F, DC-8-61CF, DC-8-63CF, DC-8-63F - Lockheed 18 Lodestar - Lockheed L-749A Constellation - Lockheed L-1049H Super Constellation - McDonnell Douglas DC-10-10 |

## Zwischenfälle
- Am 16. November 1958 fiel an einer Curtiss C-46F-1-CU Commando der Capitol Airways (Luftfahrzeugkennzeichen N1301N) bei einem Flug über gebirgigem Gelände unter Instrumentenflugbedingungen, in Turbulenz und Vereisungsbedingungen das Triebwerk Nr. 2 (rechts) aus. Das Flugzeug stürzte 37 Kilometer westlich von Fort Collins (Colorado, USA) in einer Höhe von 8700 Fuß (2650 Metern) in einen Berg. Beide Piloten, die einzigen Insassen auf dem Frachtflug, kamen ums Leben.[19]

- Am 4. Oktober 1960 hörten die Piloten einer Curtiss C-46F-1-CU Commando der Capitol Airways (N4719N) beim Nachtanflug auf die McClellan Air Force Base (Kalifornien, USA) in einer Höhe von 250 Fuß (76 Metern) einen dumpfen Schlag und sahen einen hellen Blitz unter ihrem Flugzeug. Die Maschine wurde nur leicht beschädigt, konnte sicher gelandet und später repariert werden. Sie war mit einer privaten Cessna 172 (N6484B) kollidiert, die nach dem Zusammenstoß außer Kontrolle geriet, abstürzte und Feuer fing. Deren beide Insassen kamen ums Leben. Beide Piloten der C-46, die einzigen Insassen auf dem Frachtflug, überlebten den Unfall unverletzt.[20][21]

- Am 15. Oktober 1960 brach an einer Curtiss C-46F-1-CU Commando der Capitol Airways (N1300N) im Anflug auf die Hill Air Force Base (Utah, USA) die rechte Tragfläche ab. Die Maschine stürzte aus einer Höhe von 6500 Fuß (1980 Metern) 16 Kilometer vor der Landebahn ab. Ursache waren Ermüdungsbrüche der Befestigungsbolzen des unteren Befestigungswinkels der rechten Tragfläche. Beide Piloten, die einzigen Insassen auf dem Frachtflug, kamen ums Leben.[22]

- Am 22. Januar 1961 löste sich an einer Curtiss C-46F-1-CU Commando der Capitol Airways (N1308V) während des Reisefluges in 2500 Fuß (760 Metern) Höhe der Zylinder Nr. 8 des linken Triebwerks aufgrund von Ermüdungsbrüchen. Das Triebwerk geriet in Brand, der durch austretendes Öl und Benzin angefacht wurde und auf den Fahrwerkschacht übergriff. Dadurch wurde die Struktur der Tragfläche derart geschwächt, dass sie abbrach. Das Flugzeug stürzte bei Katy (Texas) (USA) ab. Beide Piloten, die einzigen Insassen auf dem Frachtflug, kamen ums Leben.[23]

- Am 13. September 1967 fiel an einer Curtiss C-46F-1-CU Commando der Capitol Airways (N1309V) kurz nach dem Abheben vom Flughafen Kingston (Jamaika) ein Triebwerk aus. Die Piloten führten mit dem mit 5 Tonnen Kleidung beladenen Flugzeug 1200 Meter hinter der Startbahn eine Notwasserung durch. Alle vier Insassen, die beiden Piloten und zwei Passagiere, überlebten den Unfall.[24]

- Am 28. April 1968 verunglückte eine Douglas DC-8-31 auf dem Flughafen Atlantic City. Die vier Besatzungsmitglieder, die einen Trainingsflug absolvierten, überlebten den Zwischenfall. Das Flugzeug wurde als Totalverlust abgeschrieben.[25]

- Am 27. November 1970 hob eine mit Soldaten besetzte Douglas DC-8-63 der Capitol International Airways (Kennzeichen N4909C) auf dem Weg nach Cam Ranh Bay in den Vietnamkrieg beim Start in Anchorage (Alaska, USA) aufgrund eines ungeklärten Fehlers im Bremssystem mit blockierten Bremsen nicht ab und schoss über das Ende der Landebahn hinaus. Das Problem wurde zu spät von den Piloten bemerkt. Von den 229 Insassen starben 47, 182 überlebten  (siehe auch Capitol-International-Airways-Flug C2C3/26).[26]